# На кръстопът
„На кръстопът“ (на английски: The Crossing Guard) е американски драматичен филм от 1995 година на режисьора Шон Пен.

## Сюжет
Внимание:  Текстът по-долу разкрива сюжета на произведението (или части от него)!
Собственикът на магазин за бижута Фреди Гейл губи дъщеря си в автомобилна катастрофа и пет години живее с непрекъсната болка в сърцето си. Когато Гейл научава, че човекът, отговорен за смъртта на дъщеря му, е освободен от затвора, той решава да си отмъсти...

## Актьорски състав
| Актьор          | Роля                                                |
| --------------- | --------------------------------------------------- |
| Джак Никълсън   | Фреди Гейл – собственикът на магазин                |
| Дейвид Морс     | Джон Буут – шофьорът, който блъсна дъщерята на Гейл |
| Анжелика Хюстън | Мери – съпругата на Гейл                            |
| Робин Райт      | Джоджо – млада артистка                             |
| Пайпър Лори     | Хелън Буут – майката на Джон Буут                   |
| Ричард Брадфорд | Стюарт Буут – бащата на Джон Буут                   |
| Присила Барнс   | Верна                                               |
| Дейвид Бервалд  | Питър                                               |
| Роби Робъртсън  | Роджър                                              |
| Джон Савидж     | Боби                                                |
| Келита Смит     | Таня                                                |
| Кари Вурер      | Миа                                                 |
| Ричард Сарафян  | Съни Вентура                                        |
| Джо Витерели    | Джо                                                 |
| Айлийн Райън    | недоволен клиент на магазина                        |